# ان‌جی‌سی ۷۰
ان‌جی‌سی ۷۰ (به انگلیسی: NGC 70) یک کهکشان مارپیچی با قدر ظاهری ۱۴٫۵ است که در صورت فلکی زن برزنجیر قرار دارد.